# 분노의 강 (1960년 영화)
분노의 강(Wild River)은 미국에서 제작된 엘리아 카잔 감독의 1960년 영화이다. 몽고메리 클리프트 등이 주연으로 출연하였고 엘리아 카잔 등이 제작에 참여하였다. 브루스 던의 데뷔 작품이다.
이 영화는 2002년 미국 의회도서관에 의해 미국 국립영화등기부 보존물로 선정되었다.

## 출연

### 주연
- 몽고메리 클리프트
- 리 레믹
- 브루스 던
- 조 반 플리트
- 앨버트 서미
- 제이 C. 플리펜
- 제임스 웨스터필드
- 바바라 로든
- 프랭크 오버튼
- 말콤 아터버리

## 제작진
- 원작자: 보든 딜
- 미술: 라일 R. 휠러
- 미술: 허먼 A. 블루멘달
- 세트: 월터 M. 스콧
- 세트: 조셉 키시
- 분장: 벤 나이
- 헤어: 헬렌 터핀
- 의상: 안나 힐 존스톤